# Новосілки (гміна Залесе)
Новосілки (Новосюлкі, пол. Nowosiółki) — село в Польщі, у гміні Залесе Більського повіту Люблінського воєводства. Населення — 144 особи (2011).

## Історія
За даними етнографічної експедиції 1869—1870 років під керівництвом Павла Чубинського, у селі проживали лише греко-католики, які розмовляли українською мовою.
У 1943 році в селі мешкав 591 українець, 35 білорусів та 28 поляків.
У 1947 році в рамках операції «Вісла» польською армією із села було виселено 434 українці.
У 1975—1998 роках село належало до Білопідляського воєводства.

## Демографія
Демографічна структура станом на 31 березня 2011 року:
|          | Загалом | Допрацездатний вік | Працездатний вік | Постпрацездатний вік |
| -------- | ------- | ------------------ | ---------------- | -------------------- |
| Чоловіки | 74      | 18                 | 46               | 10                   |
| Жінки    | 70      | 15                 | 35               | 20                   |
| Разом    | 144     | 33                 | 81               | 30                   |